# Tarasa tenella
Tarasa tenella är en malvaväxtart som först beskrevs av Antonio José Cavanilles, och fick sitt nu gällande namn av Antonio Krapovickas. Tarasa tenella ingår i släktet Tarasa och familjen malvaväxter. Inga underarter finns listade i Catalogue of Life.